# Sèdjè-Dénou
Sèdjè-Dénou è un arrondissement del Benin situato nella città di Zè (dipartimento dell'Atlantico) con 6.728 abitanti (dato 2006).